# Ладлоу, Эдмунд
Эдмунд Ладлоу (англ. Edmund Ludlow; ок. 1617, Мейден-Брэдли — 1692, Веве) — английский военачальник и политический деятель, член парламента. Был одним из членов суда, подписавших смертный приговор королю Карлу I. После реставрации Стюартов эмигрировал в Швейцарию, где прожил до конца жизни.

## Биография

### Происхождение
Был сыном сэра Генри Ладлоу и его жены Элизабет. Получил образование в Тринити-колледже, который закончил в 1636 году.

### Военная и политическая деятельность
В начале Гражданской войны поступил добровольцем в парламентскую армию, которой командовал Роберт Деверё, 3-й граф Эссекс. Участвовал в битве при Эджхилле, которая закончилась победой роялистов. Затем служил в качестве капитана в полку сэра Эдварда Хангерфода, в составе которого в мае 1643 года участвовал в штурме замка Уордур, после захвата которого стал его губернатором. В декабре 1643 года замок был осаждён роялистами, в ходе которой замок был взят в мае 1644 года, а Ладлоу попал в плен.
После возвращения из плена в мае 1644 года, продолжил военную службу в звании майора, после чего сформировал свой полк, в составе которого участвовал во Второй битве при Ньюбери. В 1645 году Ладлоу был назначен шерифом Уилтшира, в должности которого проработал целый год, проявив высокую активность.
В мае 1646 года был избран членом парламента от Уилтшира, выступая за полное отделение церкви от государства. В декабре 1648 года он поддержал Прайдову чистку, в ходе которой из парламента были изгнаны депутаты, которые были сторонниками монархии. Ладлоу был одним из членов суда, который в январе 1649 года вынес смертный приговор королю Карлу I.
В июне 1650 года Оливер Кромвель назначил его генерал-лейтенантом и заместителем Генри Айртона, который участвовал в завоевании Ирландии. Прибыв в январе 1651 года в Ирландию, Ладлоу участвовал в осаде Лимерика, а после смерти Айртона стал временным командующим армии. Ладлоу продолжил завоевание страны, которое было отмечено жестокостью. В октябре 1652 года он был смещён с поста командующего, а на его место был назначен Чарльз Флитвуд, а Ладлоу остался на нескольких гражданских должностях и в чине генерал-лейтенанта кавалерии.
Ладлоу выступал против протектората Кромвеля, поскольку считал эту форму правления незаконной и нарушающей принципы, завоёванные в ходе революции. Ладлоу подал в отставку со своих должностей, оставшись только генерал-лейтенантом, до тех пора с него не будет снята эта должность. В октябре 1655 года он вернулся в Англию, но продолжал критиковать протекторат в брошюрах, за что был арестован. В августе 1656 года он был отпущен на свободу, но ему было запрещено баллотироваться в парламент.
После смерти Оливера Кромвеля, в правление Ричарда Кромвеля в январе 1659 года был избран депутатом парламента. Ладлоу в числе других депутатов продолжал работать за ликвидацию системы протектората и пытаясь восстановить принципы республики. В июле 1659 года был назначен главнокомандующим английской армией в Ирландии, где за три месяца реорганизовал армию, назначая в неё офицеров-республиканцев. Когда в октябре 1659 года генерал-майор Джон Ламберт распустил парламент из-за внутренних противоречий и установил военную диктатуру, Ладлоу пытался помирить обе стороны, сформировав проект с сохранением республики.
В январе 1660 года войска генерала Джорджа Монка заняли Лондон, в результате этого был восстановлен парламент, который решил призвать на трон Карла II, сына казнённого короля. Понимая, что восстановление монархии неизбежно, Ладлоу готовил восстание республиканских полков, чтобы поддержать Ламберта, но Ламберт был арестован.

### Побег из страны и смерть
После реставрации монархии в мае 1660 года, престол занял сын казнённого короля Карл II, который потребовал наказания для виновников смерти отца. Летом 1660 года Ладлоу бежал в Дьеп, оттуда переехал в Швейцарию, где он проживал в Веве до 1689 года под фамилией Филлипс, взяв девичью фамилию своей матери. Вернулся в Англию после «Славной революции» в 1689 году, но парламент издал указ об его аресте как цареубийцы, после чего Ладлоу второй раз бежал из страны в Швейцарию, где и умер в 1692 году в городе Веве.
Авторов мемуаров «Голос со сторожевой башни», которые также издавались под названием «Воспоминания Эдмунда Ладлоу».